# Mermaid Project
 (mars 2017).
Mermaid Project est le premier cycle d'une série de bandes dessinées de science-fiction scénarisée par Luiz Eduardo de Oliveira dit Leo et par Corine Jamar, dessinée par Fred Simon et mise en couleur par Jean-Luc Simon.

## Description
Ce premier cycle est un récit d'anticipation se passant dans un futur proche. Il a été publié de 2012 à 2017 aux éditions Dargaud. Un deuxième cycle en deux tomes, reprenant les mêmes personnages, est annoncé dans un dossier joint au cinquième tome,.

### Albums
Cette série comprend à l'heure actuelle cinq tomes publiés chez Dargaud, scénarisés par Leo et Corine Jamar, dessinés par Fred Simon et mis en couleur par Jean-Luc Simon.
- Épisode 1, septembre 2012  (ISBN 978-2205-06631-9)
- Épisode 2, juin 2013  (ISBN 978-2205-07049-1)
- Épisode 3, juin 2014  (ISBN 978-2205-07222-8)
- Épisode 4, août 2015  (ISBN 978-2205-07390-4)
- Épisode 5, février 2017  (ISBN 978-2205-07519-9)
- Intégrale, 2020  (ISBN 978-2-205-07782-7)

La suite de la série est Mutations, des mêmes auteurs.

## Univers de fiction

### Résumé chronologique
Le récit met en scène Romane Pennac, inspecteur de police blonde et blanche, discriminée pour son appartenance ethnique. Cantonnée à des tâches subalternes, elle est à la suite de la découverte d'une substitution de corps associée à l'agent spécial El Malik pour enquêter sur la Société multinationale Algapower, pour laquelle travaille son frère jumeau Roger, un brillant généticien (épisode 1,). 
Romane découvre que cette Société qui exploite le méthane d'algues génétiquement modifiées, manipule également des dauphins. Elle rencontre Delph, dauphin échappé des bassins, qui peut parler grâce à l'utilisation d'un décodeur. Romane et El malik découvrent que la multinationale s'intéresse particulièrement aux enfants issus de l'orphelinat où elle, son frère et sa sœur ont grandi (épisode 2,). 
Elle apprend qu'elle y est née et que le médecin de l'orphelinat, cofondateur d'Algapower, pratiquait des expériences sur l'ADN des enfants durant cette période. Sa nièce Audrey, née d'une union entre sa sœur et un ancien pensionnaire de l'orphelinat, est enlevée à Paris, alors que Roger découvre qu'Algapower pratique en secret dans son usine de Rio des manipulations génétiques entre humains et dauphins, transformant une petite fille en sirène (épisode 3,). 
Paul Dorrington, PDG d'Algapower, délocalise ses specimens et Audrey sur une plate-forme maritime formant une île artificielle. Delphis, un dauphin transformé particulièrement intelligent, parvient à s'échapper durant le voyage et apporte, avec d'autres mammifères marins, une aide précieuse à Romane et El Malik pour leur permettre de rejoindre ce repaire secret d'Algapower. Durant leur périple, les deux agents, isolés en plein océan, vont se rapprocher (épisode 4,).
Un attentat à l'explosif tue la présidente noire des États-Unis. Il est revendiqué par le colonel Charlton Wayne, Chef de la White Army, un groupe prônant la suprématie de la race blanche qui entretient des relations étroites avec Algapower, Wayne et Dorrington semblant être amis autant qu'alliés. Romane et El Malik, aidés du ravisseur d'Audrey et d'Elisa Parson, chargée du suivi de l'enfant sirène, parviennent à délivrer Audrey et à s'échapper de l'île. Celle-ci est détruite par un groupe d'orques et de baleines, pilotées par Delphis, alors que s'y trouvaient réunis Wayne et Dorrington (épisode 5,).